# 화북분리공작
화북분리공작(華北分離工作)은 제국주의 시기 일본(日本)이 오늘날 화북(華北) 지역에 있었던 5개 성(省)을 이르는 북지5성(北支五省), 즉 하북성(河北省), 찰합이성(차하르성)(察哈爾省), 수원성(綏遠省), 산서성(山西省), 산동성(山東省)에서 수행한 일련의 정치 공작을 총칭하는 것이다.
중국에서는 화북사변(華北事變), 화북오성자치(華北五省自治), 화북특수화(華北特殊化), 화북자치운동(華北自治運動) 등으로 부른다. 『중화민국사대사전(中華民國史大辭典)』에 의하면 1935년 5월 이후 일본군에 의한 일련의 '화북자치운동(華北自治運動)'부터 송철원(쑹저위안)(宋哲元)을 필두로 하는 기찰정무위원회(冀察政務委員會) 설치까지의 기간이 해당하며, 만주사변(滿洲事變), 제1차 상해사변(第一次上海事變), 노구교사건(盧溝橋事件)과 함께 '사변'으로 인식되고 있다.

## 개요
중국 화북 일대를 국민정부(國民政府) 영향 하에서 벗어나 일본 지배와 영향 하에 두려는 공작이었다.
당고협정(塘沽協定) 정전 라인에서는 1934년 겨울부터 1935년 1월에 걸쳐 중화민국국군(中華民國國軍)과 일본군(日本軍)의 소규모 충돌이 가끔 발생하고 있었으며. 일본군은 화북에서 항일세력을 일소할 필요가 있다고 인식하였다. 1934년 12월 7일, 일본 육군대신(陸軍大臣)•해군대신(海軍大臣)•외무대신(外務大臣) 관계 과장(課長) 사이에서 '대 지나 정책에 관한 건(対支政策に関する件)'이 결정되었고, 그 가운데 화북에 국민정부 지배력이 미치지 않게 하려는 것, 화북에 일본의 경제 권익 신장, 친일 괴뢰 정권 수립, 배일 감정 억제 등이 목표로 걸렸다. 또한 1935년 1월 초에 관동군(關東軍)이 개최한 대지몽첩보관계자회동(対支蒙諜報関係者会同) 이른바 대련회의(大連會議)에서도 같은 방침이 제창되었다.
1935년 1월, 장개석(蔣介石)은 『외교평론(外交評論)』에서 '일본인은 우리를 적으로 할 수 없으며, 또한 중국인도 일본인과 제휴해야 한다'고 하여, 일제에 대하여 영토 침략이 아닌 경제 제휴 등을 기도해야 한다고 논하면서 대일관계의 타개를 모색하였다. 1월 22일 히로타 고키(広田弘毅) 외무대신(外務大臣)이 '불침략(不侵略)'을 표명한 것에 대하여 장개석은 1월 29일 이후, 일본정부 요인과 회담하여 왕총혜(王寵惠) 국제사법재판소(國際司法裁判所) 판사도 일본을 방문하여 오카다 게이스케(岡田啓介) 수상(首相) 등과 회담하여 쌍방이 평화적인 처리를 승인하였다. 1935년 3월 1일, 중국국민당 선전부장(宣傳部長)은 '배일 행동을 중지해야 한다'고 표명했다.
관동군은 1935년 3월 30일 대중국 정책에서 '중국 북부 정권을 절대 복종으로 이끈다'라고 확인하였다. 5월 2~3일에 천진(天津)에서 두 명의 친일 신문 사장이 피살되는 사건이 발생하자, 지나주둔군(支那駐屯軍) 천진부대(天津部隊) 1개 중대는 장갑차를 타고 기관총과 경형포 등으로 무장한 후에 하북성정부(河北省政府) 문 앞에서 무력 시위를 하였다.:371 동시에 일본주천진총영사(日本駐天津總領事) 가와고에 시게루(川越茂)는 하북성정부주석(河北省政府主席) 우학충(于學忠)에게 서면으로 항의하였다.:371 도이하라 겐지(土肥原賢二) 등은 친일신문사장암살사건(親日新聞社長暗殺事件)의 보고를 받고, 국민당정부기관 폐쇄, 하북성에서의 중국군 철수, 배일(排日) 금지 등을 요구하였다. 5월 31일, 국민정부는 하북성정부에게 6월 1일에 미리 이전 개시를 명하였다.:371
6월 10일 우메즈•하응흠협정(梅津・何応欽協定)을 체결하였다. 화북분리공작은 도이하라 겐지 등이 주도했다. 또한 6월 5일에 관동군특무기관원(關東軍特務機關員)이 송철원(宋哲元)의 국민혁명군제29군(國民革命軍第二十九軍)에 구류된 것에 대하여, 6월 27일 일제와 중화민국은 도히하라•진흠순협정(土肥原・秦德純協定)을 맺고, 이에 따라 국민당 기관의 철퇴를 요구히였으며, 차하르성을 일제 세력 하에 두었다.
9월 24일, 신임 지나주둔군사령관 다다 하야오(多田駿) 소장(少將)은 화북 문제에 대하여 기자간담회에서 '화북 민중의 역량에 힘입어 화북을 명랑화하는 것, 이는 일•만•화 병존의 기초를 이룬다(依靠華北民眾的力量, 逐漸使華北明朗化, 這是形成日滿華並存的基礎)'고 하였다.:374
9월 28일, 일본 육군대신(陸軍大臣) 가와시마 요시유키(川島義之)는 육군 각 방면 의견을 종합하여 내각(內閣)에 '고취화북자주안(鼓吹華北自主案)'을 제출하였다. 10월 4일 이 안건은 정식으로 통과하였다.:374:374
10월, 일본은 '화북오성특수화 구호를 꺼내어 화북독립을 책동하여 중앙으로부터 이탈하게 한다(提出華北五省特殊化口號, 策動華北獨立, 脫離中央)'고 하였다.:32 관동군 특무기관장 도이하라 겐지는 일본정부와 군부가 화북을 분할 통치하는 사명을 가지고 화북에 왔다.:375 10월 4일, 일본 오카다 게이스케(岡田啓介)는 '고려화북자주안(鼓勵華北自主案)'을 제시하여 은여경(殷汝耕)을 도와 기동방공자치정부(冀東防共自治政府)를 설립하여 '적화(赤化)'를 방지하고자 하였다.

### 히로타삼원칙
1935년 10월 4일, 히로타 외무대신은 다음의 3개조, 이른바 히로타삼원칙(広田三原則)을 장개석정부에 전하였다.
1. 중국의 반일 언동을 단속하고, 구미 의존에서 벗어나며 대일 친선 협력에 힘쓸 것
2. 만주국 독립을 승인할 것
3. 적화(공산주의) 세력 배제 협력[2]

11월 20일 남경회담(南京會談)에서 장개석은 이 삼원칙에 동의하지만 화북 문제가 일어나면 교섭할 수 없다고 답하였다.
11월, 도이하라 겐지는 국민혁명군제29군 군정 관원에게 압력을 가하면서도, 다른 한편으로는 하북민중대표연석회의(河北民衆代表聯席會議), 중화민주동맹회(中華民主同盟會), 국민자구회(國民自救會), 산동인민자협회(山東人民自協會), 수원군정자치협회(綏遠軍政自治協會), 하북전성인민자구회(河北全省人民自救會), 찰수상민연합회(察綏商民聯合會), 천진공상연합회(天津工商聯合會) 등 한간(漢奸) 조직을 조종하였다. 또한 북평(北平) 송철원(宋哲元), 보정(保定) 상진(商震), 산동(山東) 한복구(韓復榘), 태원(太原) 서영창(徐永昌), 수원(綏遠) 부작의(傅作義), 차하르(察哈爾) 장자충(張自忠), 북평 진덕순, 천진 정극(程克), 청도(靑島) 심홍렬(沈鴻烈) 등에게 전보를 보내어, 정권 개방과 자치 승인을 요구하였다.:375-376 이들 소위 '민간단체(民間團體)'들은 국민정부와 중국국민당제5차전국대표대회(中國國民黨第五次全國代表大會)에 전보를 쳐서 자치를 요구하였다.
11월 3일 중국이 폐제개혁(幣制改革)을 실행하자, 일본군은 화북에 국민정부의 경제적 지배력 강화를 우려하여 하북성과 차하르성에 친일 괴뢰정권을 수립하려 했으나 국민정부의 격한 저항을 맞이하였다. 또한 여러 군벌도 일본군의 꾀임에 응하지 않았다. 이에 11월 24일(혹은 25일), 일본측은 즉각적인 조처로서 당고협정에 의한 비무장지역을 관할하는 괴뢰정권으로서의 기동방공자치위원회(冀東防共自治委員會)(이후의 기동방공자치정부冀東防共自治政府)를 수립하였다. 하북성 계밀구(薊密區) 행정독찰전원(行政督察專員) 은여경은 일본의 사주 하에 통현통전전국(通縣通電全國)에서 국민정부를 벗어나 독립하고 기동방공자치위원회의 수립을 선포하였으며, 은여경 자신은 위원장(委員長)이 되었다.
이에 대하여 일본군의 압력을 돌리기 위하여, 1935년 12월 18일 장개석은 송철원을 위원장(委員長)으로 하는 친일 정권을 내세운 특별기관인 기찰정무위원회(冀察政務委員會)를 설립했다. 관동군의 화북공작은 기동방공자치정부에만 그쳤고 화북 자치운동공작은 실패했다. 12월 25일, 은여경은 다시 기동방공자치위원회를 기동방자치정부(冀東防共自治政府)로 고치고 스스로 정무장관(政務長官)에 올랐다. 도히하라 겐지는 은여경에게 기동사변(冀東事變)을 발동하도록 종용하고 화북 각 성 자치운동을 획책하여 화북특수화(華北特殊化)를 제창, 기동(冀東, 하북성 동쪽) 22개 현(縣)을 국민정부 관할 밖으로 독립하게 하여 일본이 막후에서 조종하였다. 화북오성자치운동은 결국 국민정부가 기찰정무위원회(冀察政務委員會)를 설립함으로써 끝이 났다.:85－120
1936년 1월 13일, 일본은 제1차북지처리요강(第一次北支處理要綱)을 각의 결정했지만, 이는 북지분리방침을 국책으로서 결정한 것이라고 할 수 있다. 2월, 하북성과 차하르성은 부분적으로 자치를 하였고, 일본은 화북 일대를 점령하였다. 한편 일본에서는 2.26사건이 발생하였다. 4월 중순에 지나주둔군(支那駐屯軍) 증강을 결정, 5~6월에 북평(北平), 천진(天津), 풍대(豊臺) 등에 배치되었다. 한편 5월에는 일본이 해관(海關)을
파괴하고 즙사(緝私, 사무역자를 체포)하기도 하였다.:33 이에 대하여 국민정부는 반대 의향을 보였고, 북평과 천진 등에서는 학생과 시민에 의한 화북 분리 반대 시위가 일어나는 사태가 되었다. 중국인의 항일의식은 크게 고양되어, 새로 일본군이 주둔하게 된 풍대 부근에서는 중일 양군에 의한 작은 충돌이 자주 발생, 또한 중국 각지에서 일본인 습격사건이 다발하게 되었다
8월 11일 일본은 제2차북지처리요강(第二次北支處理要綱)을 제정하였다. 북지5성에 방공친일만지대(防共親日滿地帶) 설정을 기획하였으나, 11월 수원사건(綏遠事件)에 중국군이 일본군(실제론 내몽고군)에 이긴 것에 따라 중국인의 항일의식이 더 커졌고, 12월에는 서안사건(西安事件)이 발생했다.
일본에서는 이를 받아들여 1937년 4월 16일 제3차북지처리요강(第三次北支處理要綱)에 따라 화북분리공작의 포기도 검토되었지만, 확고한 정책이 되지 못하였고, 노구교사건(盧溝橋事件)을 계기로 중일전쟁에 돌입하게 되었다.

## 국민당 정권의 반응과 경과
1932년 3월에 성립한 장개석(蔣介石) 당시 군사위원회위원장(軍事委員會委員長)과 왕정위(汪精衛) 당시 행정원장(行政院長)(이후 외교부장 겸임)에 의한 국민당의 트로이카 체제(왕장합작汪蔣合作)는 처음에는 반공과 항일을 같은 반열에 올리고 방침으로 왕정위가 제창한 팔자방침(八字方針), 즉 '일면저항, 일면교섭(一面抵抗, 一面交涉)(한편으론 일본에 맞서 싸우고 다른 한편으로는 일본과 교섭함)'을 정하고, 만주사변 이후에는 제1차상해사변 정전협정, 당고협정(塘沽協定), 우메즈•하응흠협정(梅津・何應欽協定), 도이하라•진덕순협정(土肥原・秦德純協定) 등 대일(對日) 양보를 거듭해 왔다. 그러나, 점차 일련의 정책에 불만이 쌓이면서, 1935년 11월 왕정위가 저격을 당하여 부상을 입었고, 왕정위는 요양을 위해 이탈하였다.
1935년 국민당제5회전국대표대회(國民黨第五回全國代表大會) 단계에서 장개석은 '최후의 관문은 아직 오지 않았다면 희생을 입에 내뱉어서는 안된다. 국가주권 침해를 한도로 하여 그때까지는 우방과 정치적 조정에 힘쓰고 평화에 최대의 노력을 기울여야 한다'고 말하며, 외교적 해결의 창구를 닫지는 않았다. 그러나 1936년 12월 12일, 장개석의 부하 장학량(張學良)에 의하여 구속된 서안사건(西安事件)이 발생하자 코민테른이 중개자가 되어 반공에서 항일로 명확한 전환과 중화민국과 홍군(紅軍) 간의 국공합작(國共合作)이 결성되었다. 1937년 7월 7일에 노구교사건이 발생하자, 트라우트만공작(Trautmann mediation) 등 평화 노력을 이어나가면서도 철저항전(게릴라전)을 전개해 나가게 되었다.

## 같이 보기
- 기찰정무위원회
- 차하르 작전
- 하북사건

## 참고문헌
- 臼井勝美 (2000년 4월 25일), 《日中戦争 : 和平か戦線拡大か》, 中公新書, 1532 新판, 中央公論新社, ISBN 4121015320 다음 글자 무시됨: ‘和書’ (도움말);
- 森山康平, 太平洋戦争研究会 (2000). 《図説日中戦争》. ふくろうの本. 河出書房新社. ISBN 9784309726298. 다음 글자 무시됨: ‘和書’ (도움말);
- 伊香俊哉 (2007). 《満州事変から日中全面戦争へ》. 戦争の日本史. 吉川弘文館. ISBN 9784642063326. 다음 글자 무시됨: ‘和書’ (도움말);